# Marie-Anne Detourbay
Marie-Anne Detourbay (Reims, 18 gennaio 1837 – Parigi, 21 gennaio 1908) è stata una letterata francese.
Celebre salottiera facente parte del demimonde, ospitò nella propria abitazione uno dei più importanti salotti letterari del Secondo impero francese e della Terza Repubblica. Notoria fu anche la sua relazione con Jules Lemaître.

## Biografia
Marie-Anne Detourbay nacque in rue Gambetta a Reims in una famiglia numerosa di umili origini. Sua madre era un'operaia tessile, mentre il padre era ignoto. All'età di 8 anni iniziò a lavorare in una ditta che produceva bottiglie di champagne. All'età di 15 anni si trasferì a Parigi, dove assunse il nome di Jeanne de Tourbey. Qui venne scoperta in un bordello da Alexandre Dumas figlio diventando ben presto una nota frequentatrice del demimonde parigino.
Il suo primo protettore, Marc Fournier, anche direttore del Théâtre de la Porte Saint-Martin, la presentò al principe Napoleone Giuseppe Carlo Paolo Bonaparte, cugino di Napoleone III. Il principe le assegnò un appartamento spazioso in rue de l'Arcade, presso gli Champs-Élysées, dove tenne un proprio salotto letterario frequentato esclusivamente da uomini e letterati della Parigi dell'epoca, come Ernest Renan, Charles Augustin de Sainte-Beuve, Théophile Gautier, Lucien-Anatole Prévost-Paradol ed Émile de Girardin.

Grazie a una delle sue migliori amiche, l'attrice Josephine Clemence Ennery detta "Gisette", incontrò Gustave Flaubert e Halil-Bey, i quali s'innamorarono di lei. Da Tunisi, dove si era recato per lavorare al suo romanzo Salammbô, Flaubert le scrisse: 
(Gustave Flaubert)
Attorno al 1862, Marie-Anne Detourbay incontrò Ernest Baroche, figlio del ministro Jules Baroche, che s'innamorò di lei. Ernest era stato nominato Maître des requêtes del Consiglio di Stato e Direttore del dipartimento del commercio estero del Ministero dell'Agricoltura da parte di Napoleone III. I due avrebbero voluto sposarsi, ma Baroche prese parte alla guerra franco-prussiana come comandante del 12º battaglione mobile della Senna e venne ucciso nel corso della battaglia di Le Bourget il 30 ottobre 1870, lasciando alla giovane donna una fortuna consistente in 800000 franchi (circa 2500000 euro odierni) e uno zuccherificio, il cui direttore era il conte Victor Edgar de Loynes.
Nel 1872 Detourbay sposò de Loynes, entrando di conseguenza nell'alta società; ma poco dopo il conte si recò in viaggio per le Americhe senza più dare notizie di sé. Per quanto il matrimonio fosse stato riconosciuto solo nominalmente, dal momento che la famiglia del conte vi si era opposta, Marie-Anne continuò a fregiarsi del titolo di contessa di Loynes. I frequentatori del suo salotto divennero ancora più prestigiosi: Detourbay fu onorata della presenza di Georges Clemenceau, Georges de Porto-Riche, Alexandre Dumas figlio, Ernest Daudet, Henry Houssaye, Pierre Decourcelle e di molti giovani scrittori e musicisti come Maurice Barrès, il quale nel 1897 le fece dono delle sue opere Huit jours chez M. Renan (1890) e Du sang, de la volupté, et de la mort (1894) con rilegature pregiate realizzate appositamente da Charles Meunier. Altri personaggi di rilievo che frequentarono la sua casa in questo periodo furono Paul Bourget, Marcel Proust, Georges Bizet e Henri Kowalski.
Tra il 1880 e il 1885, grazie ad Arsène Houssaye incontrò il critico Jules Lemaître, di quindici anni più giovane di lei. Con il suo supporto, Detourbay fondò la Ligue de la patrie française nel 1899, divenendone la prima presidente. L'associazione incoraggiava il nazionalismo. Si legò sempre più ad alti personaggi come la duchessa di Uzès e il generale Boulanger, divenendo pertanto un'anti-Dreyfus. Questo suo coinvolgimento politico pose fine ad alcune amicizie importanti come quelle con Georges Clemenceau, Georges de Porto-Riche e Anatole France, ma d'altro canto iniziò a ricevere visite da parte di Édouard Drumont, Jules Guérin e Henri Rochefort.
Negli ultimi anni sostenne politicamente Charles Maurras e poco prima della sua morte, avvenuta il 21 gennaio 1908, aiutò Maurras e Léon Daudet nella fondazione del giornale realista L'Action française con una donazione di 100000 franchi francesi.
La contessa di Loynes venne sepolta nel cimitero di Montmartre.